# Ćepetići
Ćepetići este un sat din municipiul Podgorica, Muntenegru. Conform datelor de la recensământul din 2003, localitatea are 9 locuitori (la recensământul din 1991 erau 16 locuitori).

## Demografie
În satul Ćepetići locuiesc 9 persoane adulte, iar vârsta medie a populației este de 67,6 de ani (64,5 la bărbați și 70,1 la femei). În localitate sunt 5 gospodării, iar numărul mediu de membri în gospodărie este de 1,80.
|  |

| Demografie | Demografie | Demografie |
| An         | Locuitori  | Locuitori  |
| ---------- | ---------- | ---------- |
|            |            |            |
|            |            |            |
|            |            |            |
|            |            |            |
| 1948       | 71         |            |
| 1953       | 90         |            |
| 1961       | 75         |            |
| 1971       | 56         |            |
| 1981       | 36         |            |
| 1991       | 16         | 16         |
| 2003       | 9          | 9          |

| \| Componența etnică conform recensământului din 2003[2] \| Componența etnică conform recensământului din 2003[2] \| Componența etnică conform recensământului din 2003[2] \| Componența etnică conform recensământului din 2003[2] \| Componența etnică conform recensământului din 2003[2] \| \| ----------------------------------------------------- \| ----------------------------------------------------- \| ----------------------------------------------------- \| ----------------------------------------------------- \| ----------------------------------------------------- \| \| \| \| \| \| \| \| Muntenegreni \| Muntenegreni \| \| 9 \| 100% \| \| necunoscută \| necunoscută \| \| 0 \| 0% \| |              |  |   |      |
| Componența etnică conform recensământului din 2003 |              |  |   |      |
| |              |  |   |      |
| Muntenegreni | Muntenegreni |  | 9 | 100% |
| necunoscută | necunoscută  |  | 0 | 0%   |